# 潼川古城牆
潼川古城牆，位于四川省三台县潼川镇。现存长度2000余米。是潼川府府城的城墙。1996年9月16日公佈為四川省第四批省級文物保護單位；2013年3月5日列為第七批全國重點文物保護單位。

## 历史
明嘉靖年间，潼川城墙始建。清乾隆三十二年至三十五年（1767年—1769年），知县徐世楹主持重建城墙。

## 形制
城墙高6米，厚9.8米。设有东西南北4门。